# Krebsbach (Talbach)
Der Krebsbach ist ein etwa 1,7 Kilometer langer Bach auf der Teilgemarkung Menningens der Kleinstadt Meßkirch im Landkreis Sigmaringen im südlichen Baden-Württemberg, der knapp einen Kilometer nordwestlich des Dorfes Menningen von links und Norden in den Talbach mündet.

## Geographie

### Verlauf
Der Krebsbach entsteht an der nordwestlichen Grenze der Menninger Gemarkung zu der von Engelswies in der Gemeinde Inzigkofen im Wald. Seine Quelle entspringt in einem Waldgebiet auf etwa 650 m ü. NHN zwischen den Gewannen Hartwald im Südwesten und Greuthau im Nordosten. Zuerst läuft er südlich, dann neben einem größeren Waldweg zu seiner Rechten und einer steilen Böschung zu seiner Linken südwestlich. Etwa einen Kilometer unterhalb der Quelle läuft von links ein erster Nebenbach von einem halben Kilometer Länge zu, an dessen Mündung links des Krebsbaches eine rund 40 Hektar große, sich nach Nordosten bergauf erstreckende Waldlichtung beginnt.
Der Bach geht nach Passieren der Waldwiese in einen langsamen Rechtsbogen. Wenig bevor dreihundert Meter später die Talmulde sich auf der rechten Seite öffnet, läuft in spitzem Winkel von links ein weiterer Nebenbach zu, der zuvor in seinem unbeständigen Mittellauf die genannte Lichtung an der Südostseite begrenzt hat. Nach wie vor vom Waldweg am Hangfuß rechts neben der schmalen Talwiese begleitet, läuft der Bach seine letzten dreihundert Meter südwestlich und mündet dann fünfzig Meter nach der Flurgrenze von links und auf etwa 608 m ü. NHN nahe einer Feldweggabel etwa 0,9 km nordwestlich der Menninger Ortsmitte in den von Westen kommenden Talbach. Etwa 200 Meter von hier nordöstlich auf den Fuchsbühl zu steht auf dem abwärtigen Mündungssporn hinter Hangwald die Kapelle zu den Vierzehn Nothelfern.

### Einzugsgebiet
Der Krebsbach entwässert ein Gebiet von ca. 1,7 km² Größe, zu über 90 % Waldfläche, südwärts zum Talbach. Im Südosten und Nordosten konkurriert jenseits der im Hartwald auf bis zu 653 m ü. NHN ansteigenden Wasserscheide der aufnehmende Talbach, im Nordosten einige ähnlich kleine Waldbäche hinter einer auf die größte Höhe im Einzugsgebiet von 669 m ü. NHN aufragenden Waldkuppe im Greuthau über den Stelzenbach zur Donau. Das im Südosten hinter dem Kamm anschließende Gebiet entwässert über dessen nächsten Zufluss Weiherbach wieder in den Talbach.
Das Einzugsgebiet liegt zu drei Vierteln auf der Gemarkung von Menningen, das nördliche Viertel auf der von Engelswies in der Gemeinde Inzigkofen. Besiedlung gibt es nirgends.

### Zuflüsse und Seen
Liste der Zuflüsse von der Quelle zur Mündung. Gewässerlänge und Einzugsgebiet und Höhe nach den entsprechenden Layern auf Daten- und Kartendienst der Landesanstalt für Umwelt Baden-Württemberg (LUBW) (Hinweise). Andere Quellen für die Angaben sind vermerkt.
- (Zufluss), von links und Nordosten auf etwa 623 m ü. NHN[1] am Beginn einer Waldlichtung am linken Ufer, ca. 0,5 km und ca. 0,2 km². Entsteht auf etwa 651 m ü. NHN im südlichen Greuthau.
- (Zufluss), von links und zuletzt Norden auf etwa 615 m ü. NHN am Westfuß des Fuchsbühls, ca. 0,9 km und ca. 0,3 km². Entsteht auf unter 650 m ü. NHN nahe dem Waldrand des Greuthau zum Flurgewann Fuchsbühl. Begrenzt die genannte Lichtung im Südosten, erst danach am Unterlauf beständig.